# Virion

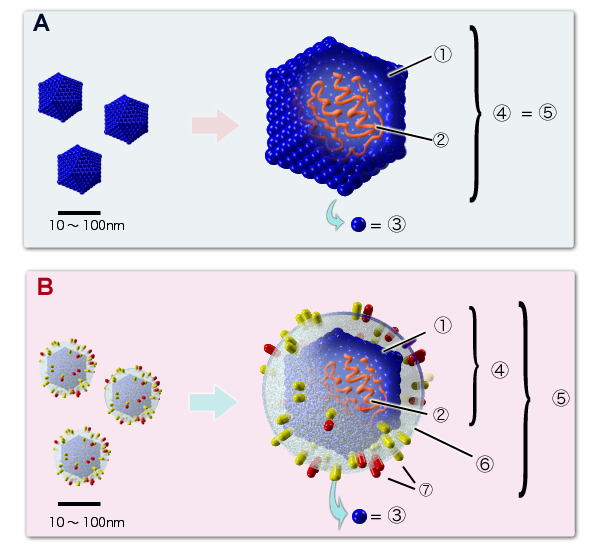
Structura unei virion cu geometrie icosaedrică (20 fețe triunghiulare).
A. Virion fără înveliș, B. virion cu înveliș.
1. Capsid;
2. Acid nucleic;
3. Capsomer;
4. Nucleocapsid;
5. Virion;
6. Membrană, înveliș proteic (peplos);
7. Spicule (glicoproteine).

În biologie, un virion este o singură particulă virală completă. În această formă, virusul este inactiv și poate fi izolat fizic și cristalizabil, și este capabil să supraviețuiască sub forma cristalină și să infecteze celule vii. Cuprinde materialul genetic (nucleoidul), capsida, și eventual un înveliș accesoriu (pericapsidul sau anvelopa virală). Are etimologie din cuvântul latin virus.

## Structură
Un virion, infectând o singură celulă gazdă, este capabil să producă mii de copii ale sale folosind mecanismele de replicare (transcripție și translație) al ADN-ului celulei infectate. Această replicare virală este adesea suficientă pentru a ucide celula prin fenomenul de liză. 
Acidul nucleic (ADN sau ARN) conferă virionului puterea infecțioasă. Este conținută într-un înveliș proteic numit capsid, care este alcătuit de proteine numite subunități structurale care, asociindu-se într-un mod specific între ele, formează complexe numite capsomeri. Setul de acid nucleic și proteine se numește nucleocapsid și poate fi închis într-o înveliș numit pericapsidă sau peplos. Virusurile fără o astfel de membrană sunt denumite „nude” sau „goale”. Membranele virale constă dintr-un strat dublu lipidic, adesea asociate cu proteine specifice virusului. De obicei membrana este formată din lipide, caz în care virionul poate fi inactivat prin expunerea la solvenți cum ar fi eter, cloroform sau săpunuri. Pentru acest motiv, una dintre cele mai bune soluții pentru a preveni o infecție virală este spălatul mâinilor.
Un exemplu de virion este particula virală de SARS-CoV-2, virusul care cauzează boala coronavirusului 2019 (COVID-19). Este un virion sferic de circa 200 nm în diametru, constând din patru proteine structurale principale: proteina S (spiculă), proteina E (înveliș sau peplos), proteina M (membrană, componentă minoră a peplosului) și proteina N (nucleocapsid) a nucleocapsidei, care conține genomul ARN-ului unitar (120–160 nm în diametru). Virionul este format din nucleocapsida cu simetrie helicală alcătuită din ARN și proteina N, acoperită de un înveliș (peplos) în care sunt inclavate glicoproteinele virale (spiculele).